# Marie-Christine Verdier-Jouclas
Marie-Christine Verdier-Jouclas, née le 19 mars 1965 à Albi (Tarn), est une femme politique française.
Elle est élue députée de la deuxième circonscription du Tarn en 2017. À partir de 2019, elle est porte-parole du groupe La République en marche à l'Assemblée nationale. Elle est battue par Karen Erodi (NUPES) lors du second tour des élections législatives de 2022.

## Biographie

### Situation personnelle
Marie-Christine Verdier-Jouclas naît le 19 mars 1965 à Albi, dans le Tarn. Elle étudie au lycée Victor-Hugo de Gaillac puis à l'université Toulouse-Jean-Jaurès[réf. nécessaire].
Elle travaille ensuite à Albi comme directrice d'agence bancaire pour le Crédit agricole.
Elle est mariée avec Pierre Verdier, ancien maire divers gauche de Rabastens.

### Députée de laXVelégislature
Marie-Christine Verdier-Jouclas rejoint à La République en marche en août 2016 en créant un comité local à Rabastens (Tarn)[source secondaire nécessaire].
Le 18 juin 2017, elle est élue députée du Tarn en remportant les élections législatives dans la deuxième circonscription du Tarn face à la candidate du Front national avec 66,14 % des suffrages exprimés.
Le 14 janvier 2019, elle est nommée porte-parole du groupe LREM à l'Assemblée nationale,. Elle est reconduite à ce poste en octobre 2020[réf. nécessaire].
En septembre 2018, après la nomination de François de Rugy au gouvernement, elle soutient la candidature de Richard Ferrand à la présidence de l'Assemblée nationale.
Candidate à sa réélection lors des législatives de 2022, elle est battue lors d'une triangulaire au second tour par Karen Erodi (NUPES).
Marie-Christine Verdier-Jouclas est nommée directrice générale de l'Office national des combattants et des victimes de guerre à compter du 24 novembre 2023.

## Distinction
Chevalier de l'ordre national du Mérite